# Anthony Basile
Anthony Saúl Basile (Panamá, Panamá, 23 de septiembre de 1980) es un exfutbolista panameño. Es un delantero de gran trayectoria en el fútbol panameño.

## Clubes
| Club                          | País        | Año       |
| ----------------------------- | ----------- | --------- |
| Sporting Coclé                | Panamá      | 2004      |
| Huracán Buceo                 | Uruguay     | 2004      |
| Centauros                     | Colombia    | 2005      |
| Chorrillo Fútbol Club         | Panamá      | 2005-2006 |
| Sporting 89                   | Panamá      | 2007      |
| Club Deportivo Árabe Unido    | Panamá      | 2008-2009 |
| Club Deportivo Plaza Amador   | Panamá      | 2010      |
| Chepo Fútbol Club             | Panamá      | 2010      |
| Club Deportivo Once Municipal | El Salvador | 2011      |
| Río Abajo Fútbol Club         | Panamá      | 2011-2013 |
| Sporting San Miguelito        | Panamá      | 2013      |
| Río Abajo Fútbol Club         | Panamá      | 2014      |
| Chorrillo Fútbol Club         | Panamá      | 2014      |
| SD Atlético Nacional          | Panamá      | 2015-2016 |

## Campeonatos nacionales
| Título                | Club           | País   | Año  |
| --------------------- | -------------- | ------ | ---- |
| Anaprof Clausura 2008 | CD Árabe Unido | Panamá | 2008 |
| LNA Apertura 2011     | Río Abajo FC   | Panamá | 2011 |

- Datos: Q4772075